# Береке (Северо-Казахстанская область)
Береке (каз. Береке, до 2002 г. — Пятое декабря) — село в Уалихановском районе Северо-Казахстанской области Казахстана. Входит в состав Кулыкольского сельского округа. Код КАТО — 596446200.

## Население
В 1999 году население села составляло 343 человека (172 мужчины и 171 женщина). По данным переписи 2009 года, в селе проживало 287 человек (138 мужчин и 149 женщин).